# Вайсія Левієра
{{#ifeq:0|0|{{#if:Weissia levieri|{{#if:|[[]}}|[[]]}}}}
Вайсія Левієра (Weissia levieri) — вид мохів порядку потіальних (Pottiales).

## Поширення
Батьківщиною є Європа, Марокко.